# ZZ Top's First Album
《ZZ Top's First Album》은 미국의 록 밴드 ZZ 탑의 데뷔 스튜디오 음반이다. 빌 햄이 프로듀싱했고, 1971년 1월 16일, 런던 레코드를 통해 발매되었다. ZZ 탑의 태도와 유머를 확립한 이 음반은 블루스 록, 부기 록, 하드 록, 서던 록의 영향과 같은 스타일을 통합하고 있다. 주제적으로, 이 음반은 개인적인 경험과 성적인 풍자에 관한 것이다. 〈(Somebody Else Been) Shakin' Your Tree〉는 음반에서 나온 유일한 싱글이었다.

## 배경
이 음반은 텍사스주 타일러의 로빈 후드 스튜디오에서 녹음되었고, ZZ 탑의 프론트맨 빌리 기본스는 이렇게 말했다.
우리는 모든 사람들이 더 많은 것이 있을 것이라는 것을 알기를 원했기 때문에 이 음반을 《ZZ Top's First Album》이라고 불렀습니다. 스튜디오에서 또 기회가 있을지는 확신할 수 없었지만 큰 기대를 했습니다.

이 음반에서 발매된 싱글은 런던 레코드(발매 번호 45-138)의 〈(Somebody Else Been) Shakin' Your Tree〉(〈Neighbor, Neighbor〉로 지원됨)뿐이었고, 《빌보드》 차트에 오르는 데 실패했다.
1987년, 이 음반은 CD 발매를 위해 리믹스되었다. 2013년, 오리지널 바이닐 믹스는 HD 트랙에서 고해상도 디지털 다운로드 형식으로 발매되었다. 이 음반의 오리지널 믹스는 2013년 6월 CD로 발매되었으며 박스 세트 T《he Complete Studio Albums (1970–1990)》의 일부이다.  2017년 10월, 오리지널 믹스를 사용한 180그램의 바이닐 에디션이 발매되었다.

## 평가
| 전문가 평가                   | 전문가 평가 |
| 평가 점수                     | 평가 점수   |
| 출처                          | 점수        |
| ----------------------------- | ----------- |
| AllMusic                      | [ 1 ]       |
| The Rolling Stone Album Guide | [ 6 ]       |

올뮤직은 회고적으로 "《ZZ Top's First Album》은 완벽하게 다듬어진 것은 아니지만, 그들의 사운드, 태도, 독특함을 확립한다"라고 했다.

## 곡 목록
| #  | 제목                                       | 작사·작곡                 | 재생 시간 |
| -- | ------------------------------------------ | ------------------------- | --------- |
| 1. | 〈(Somebody Else Been) Shaking Your Tree〉 | 빌리 기본스               | 2:32      |
| 2. | 〈Brown Sugar〉                            | 기본스                    | 5:22      |
| 3. | 〈Squank〉                                 | 기본스, 더스티 힐, 빌 햄  | 2:46      |
| 4. | 〈Goin' Down to Mexico〉                   | 기본스, 힐, 햄            | 3:26      |
| 5. | 〈Old Man〉                                | 기본스, 힐, 프랭크 비어드 | 3:23      |

| #  | 제목                          | 작사·작곡          | 재생 시간 |
| -- | ----------------------------- | ------------------ | --------- |
| 1. | 〈Neighbor, Neighbor〉        | 기본스             | 2:18      |
| 2. | 〈Certified Blues〉           | 기본스, 비어드, 햄 | 3:25      |
| 3. | 〈Bedroom Thang〉             | 기본스             | 4:37      |
| 4. | 〈Just Got Back from Baby's〉 | 기본스, 햄         | 4:07      |
| 5. | 〈Backdoor Love Affair〉      | 기본스, 햄         | 3:20      |